# Papelter Mühle
Die Papelter Mühle in der Gemeinde Schwalmtal war eine Wassermühle mit einem unterschlächtigen Wasserrad.

## Geographie
Die Papelter Mühle hatte ihren Standort am Mittellauf der Schwalm auf Lüttelforster Gebiet in der Gemeinde Schwalmtal im Kreis Viersen. Oberhalb der Papelter Mühle lag die Neumühle, unterhalb die Jennekes Mühle. Der Wasserspiegel liegt heute bei 49 m über NN.

## Geschichte
Die Geschichte der Papelter Mühle reicht in das 16. Jahrhundert zurück. Die Mühle gehörte zum Besitz der „Ritter von Papeler“. Dieses Rittergeschlecht führte ein Wappen, das aus einem Schrägbalken und einem darüber liegenden Stern bestand. Zu Beginn des 17. Jahrhunderts waren die "von Papeler" im Besitz der Mühle und des gleichnamigen Hofes, der oben an der Straße stand. Der Lüttelforster Kaufmann Johann Arnold Mühlenweg kaufte 1752 für 2100 Reichstaler den Papelter Hof, und 1754 für 4000 Reichstaler die Papelter Mühle. Mühlenweg starb 1775 und von da an wechselten Mühle und Hof, teils zusammen, teils getrennt, noch häufig die Besitzer und Pächter. 
Eine Urkunde von 1756 gibt darüber Auskunft, dass Hof und Mühle ein sogenanntes Klüppellehen waren, also ein Leihegut, dessen Empfang zu ritterlichem Kriegsdienst und zur Treue dem Lehnsherrn gegenüber verpflichtete.
Der Müller Derichs war der letzte Betreiber der Mühle. Am 28. Oktober 1928 brannte die Öl- und Kornmühle ab und die Arbeit wurde endgültig eingestellt. Inzwischen ist das Haus nach einem weiteren Brand Mitte der 1970er Jahre als Wohnhaus wieder aufgebaut worden.

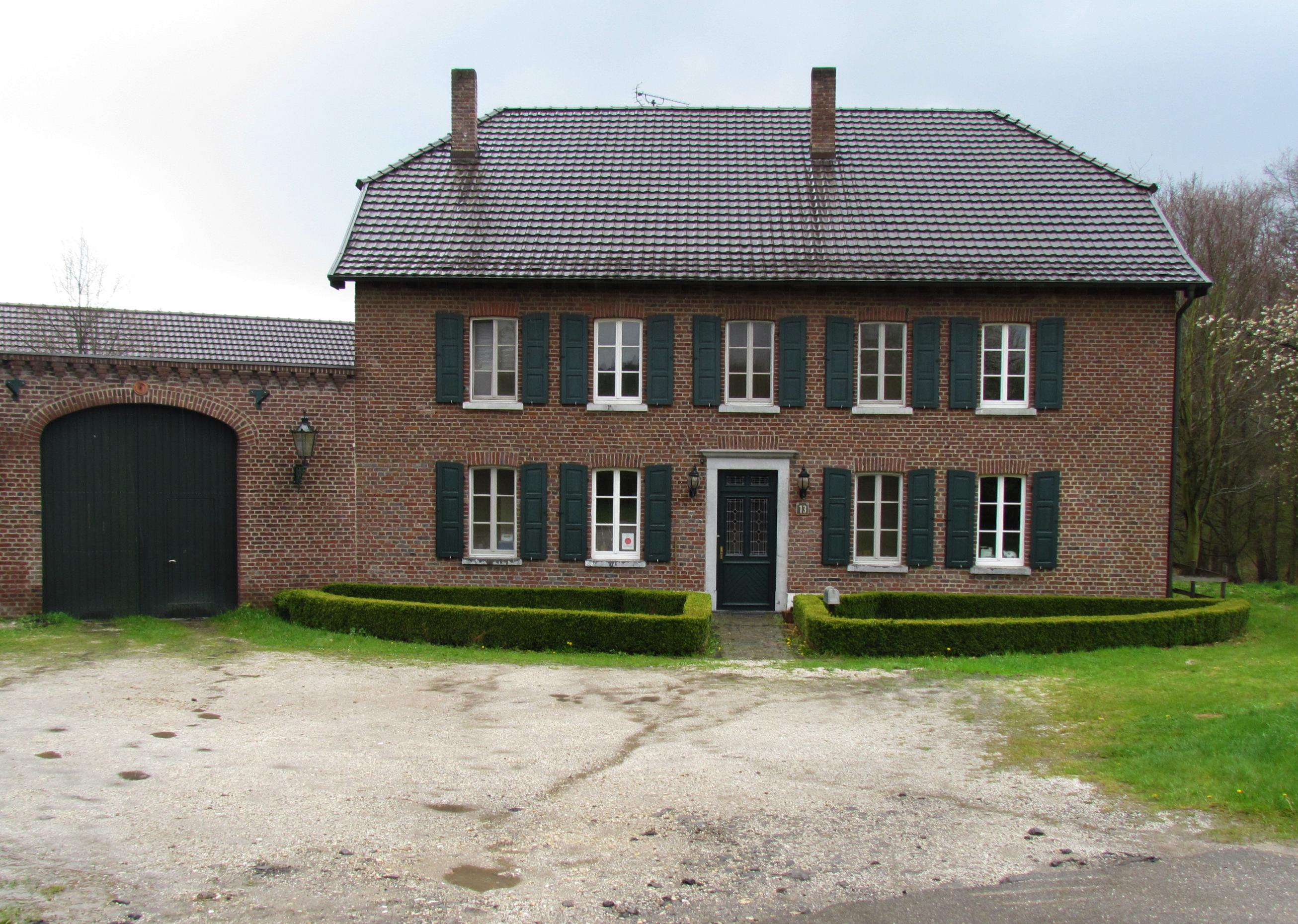
Hofanlage Papelter Hof
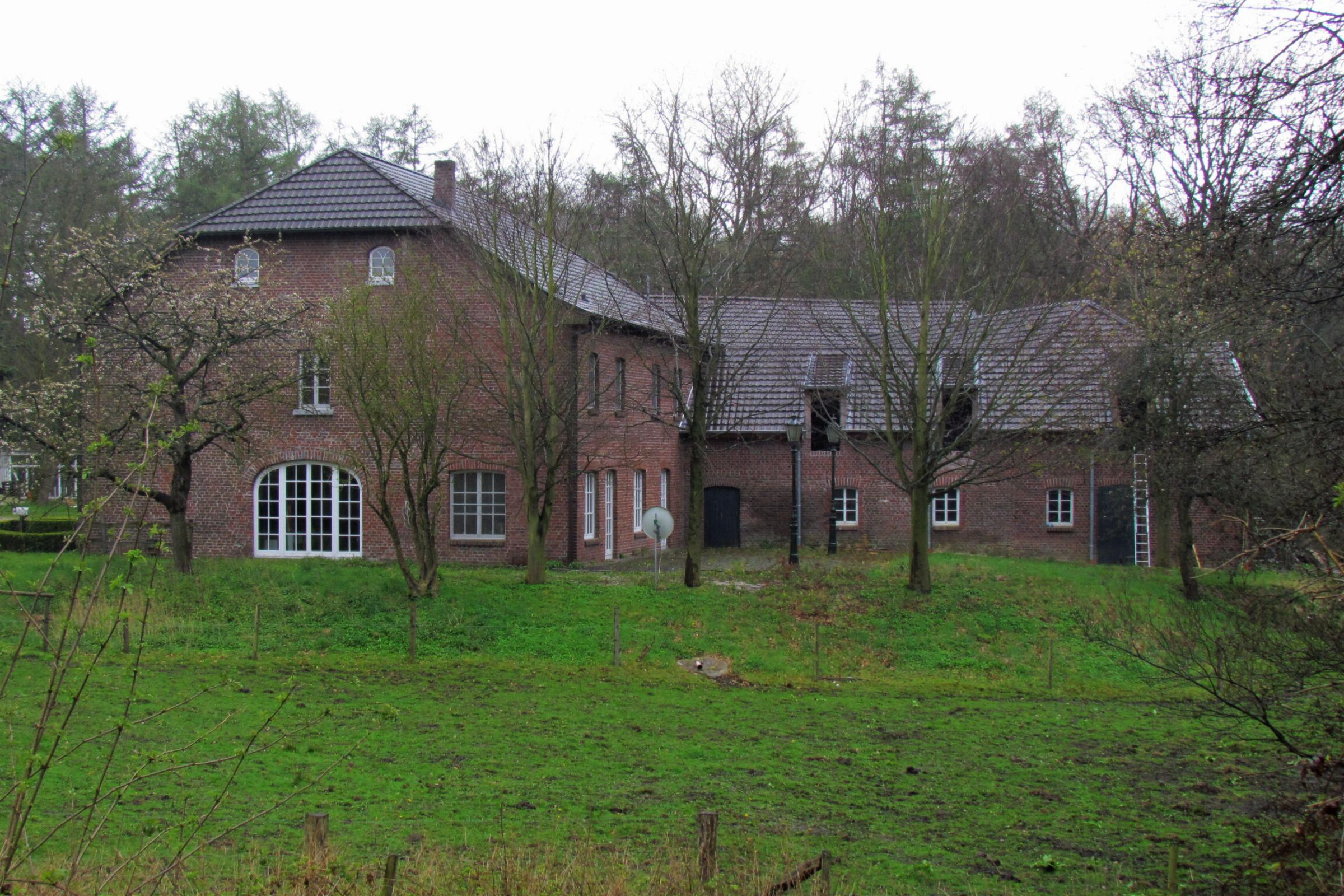
Rückseite Papelter Hof
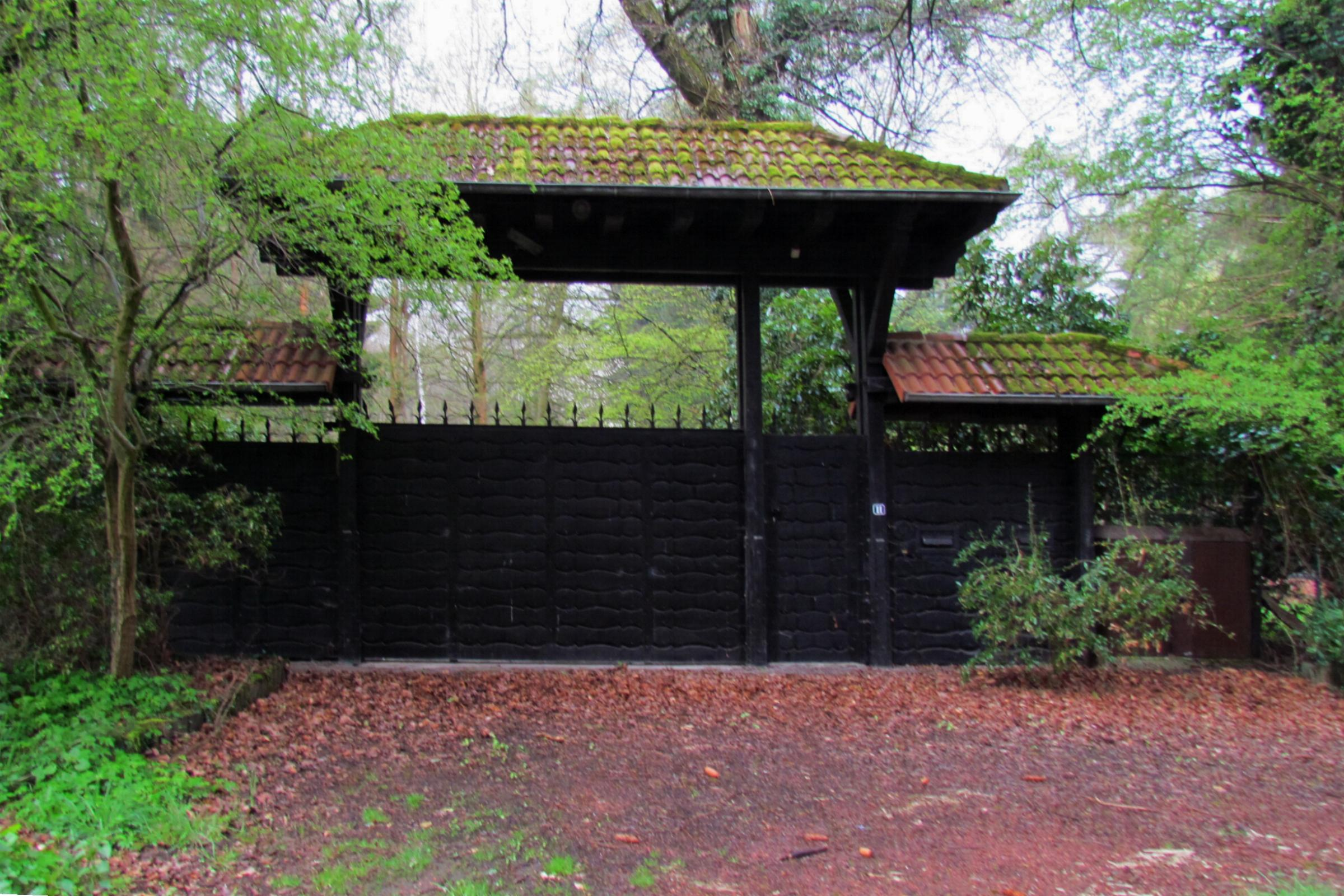
Eingangsbereich Papelter Mühle
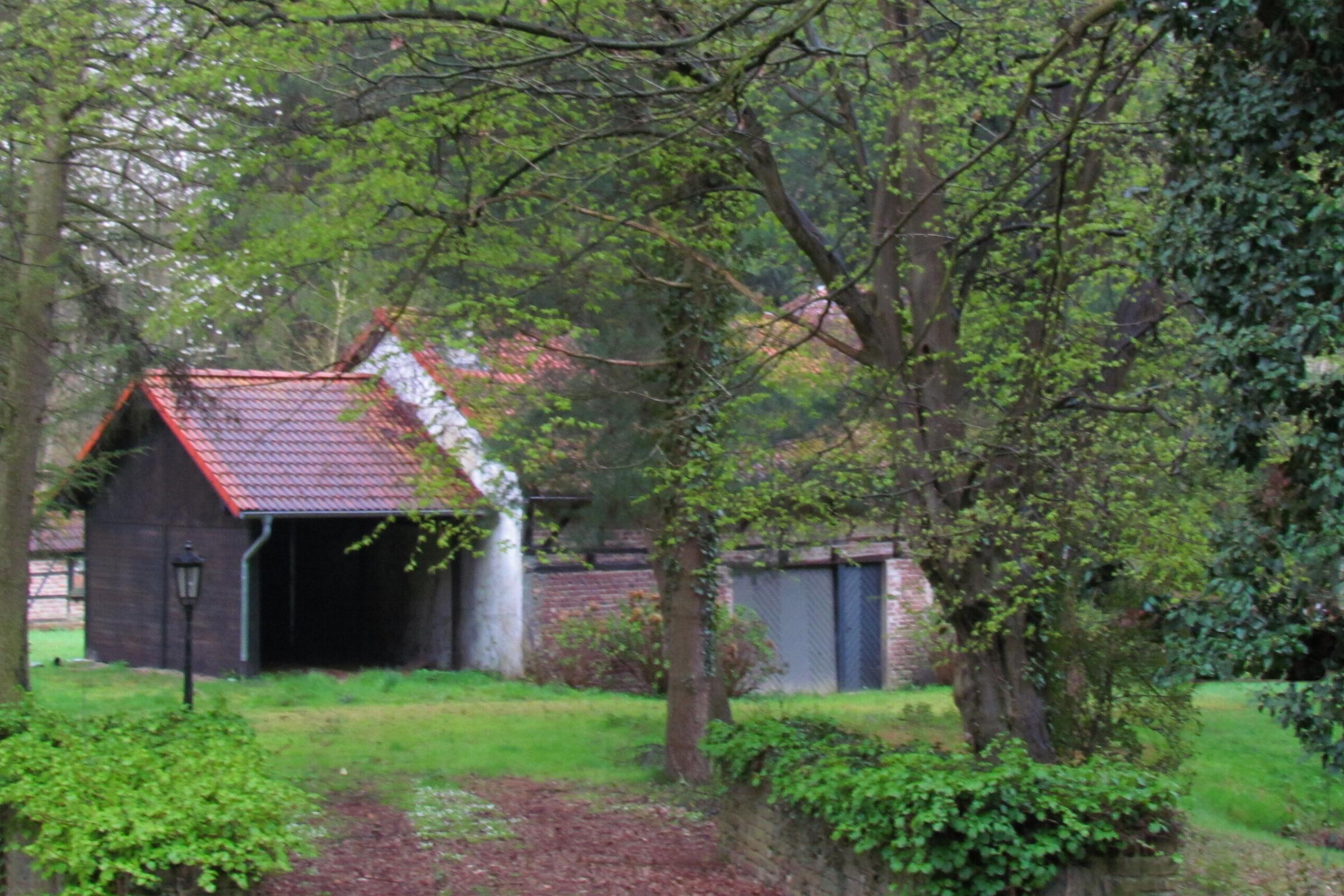
Wirtschaftsgebäude der Papelter Mühle